# Universidade de Gaziantep

Logotipo atual do Liceu de Gaziantep

A Universidade de Gaziantep (em turco: Gaziantep Üniversitesi) é uma universidade pública localizada em Gaziantep, na Turquia. Foi fundada no ano de 1973.
A missão da universidade é dar e promover o conhecimento e valores consistentes nos padrões universais, reunir as mudanças tecnológicas, sociais e culturais de uma sociedade global, para a contribuição de uma sociedade informada, que por sua vez possam compartilhar seus conhecimentos e valores.